# Beyköy (İhsaniye)
Beyköy ist ein Dorf im Bezirk İhsaniye der zentraltürkischen Provinz Afyonkarahisar mit 839 Einwohnern (Stand: Ende 2024). Der Ort liegt etwa fünf Kilometer nordöstlich von İhsaniye und 30 Kilometer nördlich der Provinzhauptstadt Afyonkarahisar. Er ist über eine Landstraße mit dem Bezirkszentrum verbunden. Sechs Kilometer östlich verläuft von Norden nach Süden die Fernstraße D-665 von Seyitgazi nach Afyonkarahisar, die ebenfalls über Landstraßen erreichbar ist.
Im Süden und Südosten des Ortes liegen mehrere Hügel mit den Bezeichnungen Malatça, Beyköy, Ablak und Sipsin-Çayırbağı sowie Yumruktepe. Auf einem der ersten vier Hügel entdeckte der schottische Archäologe William Mitchell Ramsay 1884 eine Stele mit einer Inschrift in luwischen Hieroglyphen, die allerdings heute verschollen ist. Auf dem Yumruktepe entdeckte der deutsche Archäologe Franz Steinherr 1965 den verwitterten Rest eines hethitischen Reliefs, das eine Flügelsonne darstellte. Auf sämtlichen Hügeln sowie in der weiteren Umgebung von Beyköy wurden zahlreiche Fels- und Kammergräber gefunden, die aus phrygischer und römischer Zeit stammen und zum Teil später weitergenutzt wurden.
Im Nachlass des englischen Prähistorikers James Mellaart tauchten die sogenannten Beyköy-Texte auf, eine lange hieroglyphenluwische Inschrift, die angeblich in Beyköy gefunden und von Georges Perrot kopiert worden sein soll. Heute sind nach Eberhard Zangger, der die Texte 2017 der Öffentlichkeit vorstellte, die Blöcke mit der Inschrift nicht mehr zugänglich in der örtlichen Moschee verarbeitet. Die Echtheit des Textes wird angezweifelt.